# Agrypon drepanae
Agrypon drepanae là một loài tò vò trong họ Ichneumonidae.